# Федьков, Андрей Юрьевич
Андре́й Ю́рьевич Федько́в (род. 4 июля 1971, Ростов-на-Дону) — советский и российский футболист, нападающий.

## Карьера в клубах
Воспитанник СДЮСШОР СКА Ростов-на-Дону (первый тренер Юрий Дмитриевич Агеев), выпускник ростовского спортинтерната.
Выступал за команды «Ростсельмаш» Ростов-на-Дону (1988, 1992), СКА Ростов-на-Дону (1989—1991, 2006), «Спартак»-дубль Москва (1991), «Кремень» Кременчуг (1992—1994, 1996—1997), ЦСКА-«Борисфен» Киев (1995), «Шахтёр» Донецк (1995—1996), «Балтика» Калининград (1997—1999), «Сокол» Саратов (2000—2003), «Терек» Грозный (2004—2005, 2007), «Шексна» Череповец (2008).
В Кубке России 2000/2001 Федьков прославился благодаря хет-трику в четвертьфинале 11 апреля против московского «Спартака», принеся своему клубу сенсационную победу 3:0.
Всего в высшей лиге чемпионата России сыграл 151 матч, забил 38 голов, в высшей лиге чемпионата Украины сыграл 114 матчей, забил 39 голов. В первом дивизионе России сыграл 167 матчей, забил 100 голов (100-й гол забил 5 ноября 2007 года в игре «Терек» — «Содовик», 4:0).
В сентябре 2008 года принял решение о завершении игровой карьеры по причине беспокоящих его старых травм.
26 августа 2022 года Андрей Федьков был дисквалифицирован до конца 2022 года, а также пожизненно условно за удар арбитра головой в лицо во время матча детских команд «Водник» и «СШОР-8» (игроки 2005—2006 годов рождения). Тренер получил красную карточку, «демонстративно оскорбил» судью, а потом ударил его головой в лицо. После этого игра была прекращена.
Сыграл два матча в составе сборной России:
- 25 апреля 2001. Югославия — Россия 0:1. 45 минут, был заменён
- 6 июня 2001. Люксембург — Россия 1:2. 25 минут, вышел на замену

## Достижения
- Обладатель Кубка России: 2003/2004 (в составе ФК «Терек»)
- Первое место в первом дивизионе России (2): 2000 (в составе ФК «Сокол»), 2004 (в составе ФК «Терек»)
- Второе место в первом дивизионе России (1): 2007 (в составе ФК «Терек»)
- Член «Клуба 100» российских бомбардиров: 104 гола
- Член Клуба Григория Федотова («Советский спорт»): 102 гола
- Лучший бомбардир первого дивизиона России (2): 2000, 2004
- Лучший игрок первого дивизиона России (2): 2000, 2004

Почётный гражданин Чечни, почётный житель Грозного, награждён Орденом Кадырова.
В городе Аргун одна из улиц названа в честь Андрея Федькова